# Milingimbi Airport
Milingimbi Airport är en flygplats i Australien. Den ligger i kommunen East Arnhem och territoriet Northern Territory, omkring 440 kilometer öster om territoriets huvudstad Darwin. Den ligger på ön Millingimbi Island.
Trakten är glest befolkad. 
Savannklimat råder i trakten. Genomsnittlig årsnederbörd är 1 418 millimeter. Den regnigaste månaden är mars, med i genomsnitt 416 mm nederbörd, och den torraste är augusti, med 1 mm nederbörd.